# Atys (Lully)

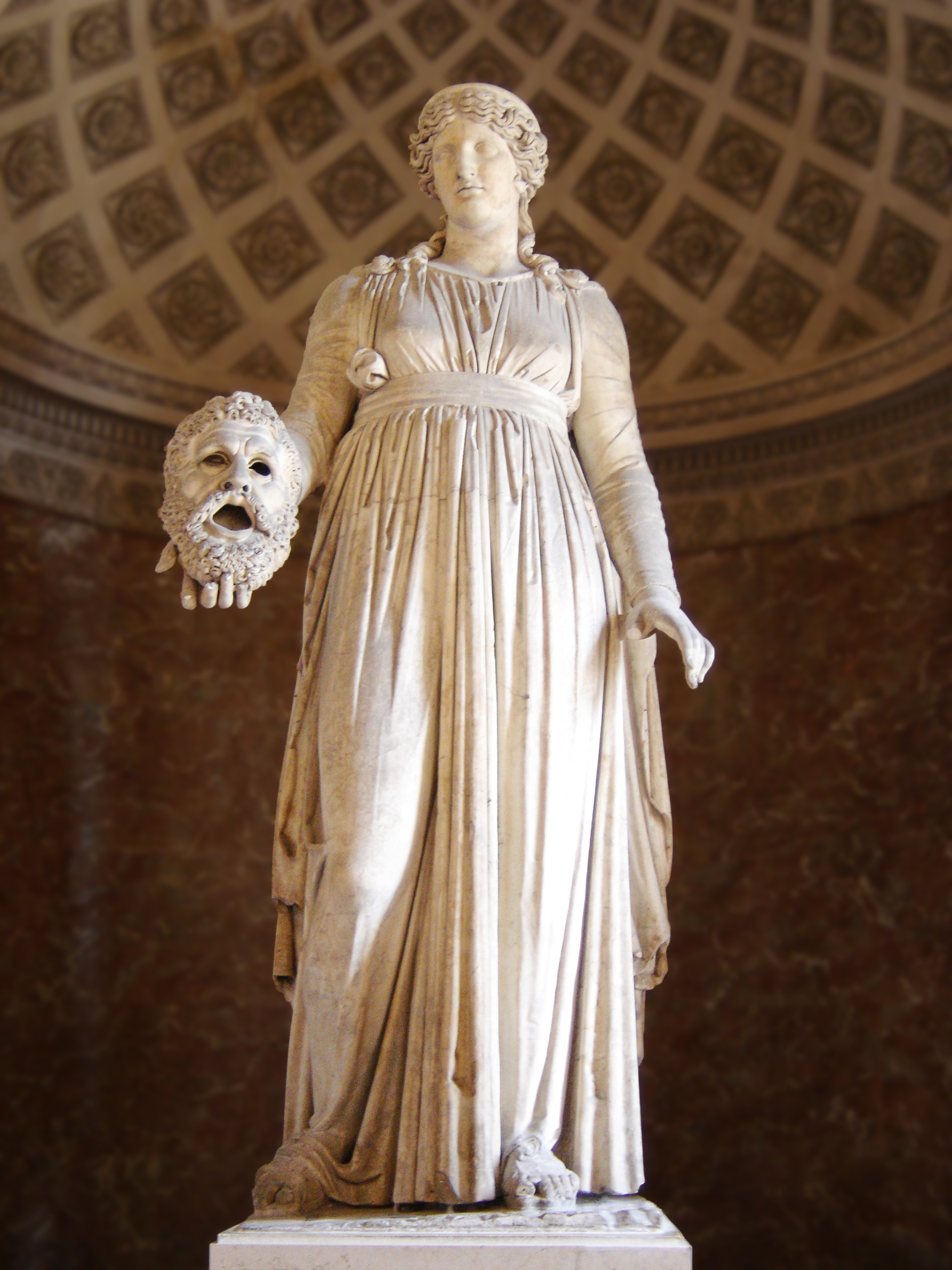
Melpòmene

Atys és una tragèdia lírica escrita per Jean-Baptiste Lully formada per un pròleg i cinc actes. L'autor del llibret és Philippe Quinault, basat en els Fasti d'Ovidi. L'estrena va ser a la cort de Saint Germain-en-Laye, el 10 de gener de 1676.

## Personatges
- El Temps (baríton)
- La deessa Flora (soprano)
- Melpomene, la musa de la tragèdia (soprano)
- La deessa Iris (soprano)
- Un zèfir (contratenor)
- Hèrcules, Antaeus, Eteocles, Polynices, Castor, Pollux (dansaires)
- Atys, parent de Sangaride i favorit de Celaenus (contratenor)
- La nimfa Sangaride, germana del riu Sangari (soprano)
- La deessa Cibeles (soprano)
- Celenus, rei de Frígia i fill de Neptú, enamorat de Sangaride (baríton)
- La nimfa Doris, amiga de Sangaride, germana d'Idas (soprano)
- Idas, amic d'Atys i germà de Doris (baix)
- Melissa, confident i sacerdotessa de Cibeles (soprano)
- La Son (contratenor)
- Morfeu (contratenor)
- Phobétor (baix)
- Phantase (tenor)
- El déu del riu Sangar, pare de Sangaride (baix)
- Alecton, una fúria (silenci)
- Les Hores del Dia i de la Nit, nimfes seguidores de Flora, quatre zèfirs petits, herois que segueixen Melpomene, frigis, seguidors de Celaenus, gent que espera la celebració de Cibeles, somnis plaents, somnis funests, déus dels rius, nimfes de la primavera, déus dels boscos i de les aigües, Corybantes.

## Sinopsi
El pròleg transcorre al Palau del Temps. El Temps i el cor de les Hores del Dia i de la Nit lloen un heroi gloriós (Lluís XIV). L'acte I ocorre en una muntanya consagrada a Cibeles. Atys confessa en privat a Idas que està ferit d'amor, però li diu a Sangaride, a qui felicita pel seu matrimoni imminent, que ell és indiferent a l'amor. Sola amb Doris, Sangaride desvela que s'estima més Atys que no el seu promès Celaenus, i que enveja la indiferència d'Atys. Atys retorna. Ell i Sangaride expressen mútuament el seu amor, però amaguen els seus sentiments, ja que els frigis s'estan reunint per a honrar l'arribada de Cibeles.
L'acte 2 transcorre en el temple de Cibeles. Celaenus suplica Attis que li doni proves de l'amor de Sangaride. Atys respon que, com a esposa de Celaenus, Sangaride obtindrà obligacions i glòria. Cibeles, sola amb Celaenus, li anuncia que ha triat Atys com a gran sacerdot al seu servei. Sola amb Melissa, Cibeles admet que estima Atys. Apareixen zèfirs voladors un una dansa enlluernadora. Els zèfirs i la gent de diferents nacions homenatgen el nou gran sacerdot.
L'acte 3 transcorre en el palau del gran sacerdot de Cibeles. Idas i Doris avisen Atys que Sangaride pretén confessar la veritat a Cibeles. Mentre es debat entre la lleialtat a Celaenus i els seus propis desigs, Atys queda adormissat. Cibeles li ha demanat a la Son que anunciï el seu amor a Atys en un somni. Atys es desperta esporuguit; Cibeles és allà mateix, demanant pel seu amor. Quan Sangaride entra i implora ser alliberada del seu compromís amb Celaenus, Atys l'avisa que no comuniqui a ningú més la notícia. Tot i això, Cibeles percep un problema.
L'acte 4 transcorre en el palau del riu Sangari. Sangaride no ha comprès els motius d'Atys i confessa a Doris i Idas que Atys ja no l'estima més, amb la qual cosa es prometrà a Celaenus. Sangaride i Atys s'acusen llavors mútuament d'infidelitat però finalment reafirmen el seu amor. El déu del riu Sangari presenta Celaenus a les divinitats de les aigües, que aproven l'elecció de marit per a la seva filla i ho celebren junts. Malgrat això, el sacerdot Atys —actuant en nom de Cibeles— es nega a aprovar el matrimoni. Els zèfirs s'emporten lluny Atys i Sangaride mentre el cor protesta.
L'acte 5 ocorre en un jardí agradable. Cibeles i Celaenus discuteixen vivament amb Atys i Sangaride. Cibeles crida la fúria Alecto, que arriba del món subterrani i fa acosta una torxa al cap d'Atys, que el fa tronar boig. Cibeles i les seves sacerdotesses veuen amb horror que Atys pren Sangaride per un monstre i li dona mort. Cibeles fa aturar la bogeria d'Atys, de manera que ell pot contemplar el seu crim. Atys entra quan Cibeles i Melissa es lamenten de la severitat del càstig: ell mateix s'ha apunyalat i s'està morint. Cibeles el transforma en un pi que ella estimarà per sempre.

## Comentaris
La quarta tragèdia de Lully va ser qualificada com a "l'òpera del rei" per Jean-Laurent Le Cerf de La Viéville. Voltaire considera aquesta òpera, juntament amb Armide i Roland, com a exemple de la mestria de Quinault. El conflicte intern, característica pròpia de la darreres tragèdies (Roland, Armide), tot i ser absent de molts llibrets de Quinault, apareix novament en Atys. És l'única òpera de Lully a concloure en tragèdia absoluta.